# 고치시
고치시(일본어: 高知市, 문화어: 고찌시)는 일본 시코쿠 중남부, 고치현 중부에 있는 도시이며 고치현의 현청 소재지이다. 중핵시로 지정되어 있다.
야마우치 가즈토요의 입부 이래 도사번의 성시로 발전한 도시이며 고치현 중부의 중심 도시이자 시코쿠 태평양 연안의 중심 도시이다. 현내 최대의 상업지를 가지며 고치현 인구의 40%를 차지하는 종주 도시이기도 하다. 일본 내에서는 주류 소비량이 많은 도시 중 하나이고 일요시장을 비롯한 정기시장으로 유명하다. 애니메이션 《바다가 들린다》의 무대이기도 하며 인기 배우 히로스에 료코의 고향이다.

## 지리
고치 평야의 서부에 위치하고 평야부는 가가미가와 강가의 시 중앙부에서 남동부로 열려 있다. 남서부는 구릉지이고 북부는 산림이다. 남부는 태평양과 접하고 시의 거의 중앙 부근까지 우라도만이 들어와 있다.

### 기후
| 고치시의 기후                                                | 고치시의 기후 | 고치시의 기후 | 고치시의 기후 | 고치시의 기후 | 고치시의 기후 | 고치시의 기후 | 고치시의 기후 | 고치시의 기후 | 고치시의 기후 | 고치시의 기후 | 고치시의 기후 | 고치시의 기후 | 고치시의 기후    |
| 월                                                           | 1월           | 2월           | 3월           | 4월           | 5월           | 6월           | 7월           | 8월           | 9월           | 10월          | 11월          | 12월          | 연간             |
| ------------------------------------------------------------ | ------------- | ------------- | ------------- | ------------- | ------------- | ------------- | ------------- | ------------- | ------------- | ------------- | ------------- | ------------- | ---------------- |
| 역대 최고 기온 °C (°F)                                       | 23.5 (74.3)   | 25.2 (77.4)   | 26.3 (79.3)   | 30.0 (86.0)   | 32.3 (90.1)   | 34.7 (94.5)   | 38.3 (100.9)  | 38.4 (101.1)  | 36.9 (98.4)   | 32.2 (90.0)   | 28.0 (82.4)   | 23.5 (74.3)   | 38.4 (101.1)     |
| 일평균 최고 기온 °C (°F)                                     | 12.2 (54.0)   | 13.2 (55.8)   | 16.3 (61.3)   | 20.9 (69.6)   | 24.8 (76.6)   | 27.1 (80.8)   | 30.8 (87.4)   | 32.1 (89.8)   | 29.5 (85.1)   | 25.0 (77.0)   | 19.6 (67.3)   | 14.4 (57.9)   | 22.2 (72.0)      |
| 일일 평균 기온 °C (°F)                                       | 6.7 (44.1)    | 7.8 (46.0)    | 11.2 (52.2)   | 15.8 (60.4)   | 20.0 (68.0)   | 23.1 (73.6)   | 27.0 (80.6)   | 27.9 (82.2)   | 25.0 (77.0)   | 19.9 (67.8)   | 14.2 (57.6)   | 8.8 (47.8)    | 17.3 (63.1)      |
| 일평균 최저 기온 °C (°F)                                     | 2.1 (35.8)    | 3.1 (37.6)    | 6.4 (43.5)    | 10.9 (51.6)   | 15.5 (59.9)   | 19.7 (67.5)   | 23.9 (75.0)   | 24.5 (76.1)   | 21.4 (70.5)   | 15.6 (60.1)   | 9.7 (49.5)    | 4.2 (39.6)    | 13.1 (55.6)      |
| 역대 최저 기온 °C (°F)                                       | −7.6 (18.3)   | −7.9 (17.8)   | −6.5 (20.3)   | −0.9 (30.4)   | 3.8 (38.8)    | 9.1 (48.4)    | 14.6 (58.3)   | 15.9 (60.6)   | 10.0 (50.0)   | 2.5 (36.5)    | −1.9 (28.6)   | −6.6 (20.1)   | −7.9 (17.8)      |
| 평균 강수량 mm (인치)                                        | 59.1 (2.33)   | 107.8 (4.24)  | 174.8 (6.88)  | 225.3 (8.87)  | 280.4 (11.04) | 359.5 (14.15) | 357.3 (14.07) | 284.1 (11.19) | 398.1 (15.67) | 207.5 (8.17)  | 129.6 (5.10)  | 83.1 (3.27)   | 2,666.4 (104.98) |
| 평균 강설량 cm (인치)                                        | 0 (0)         | 0 (0)         | 0 (0)         | 0 (0)         | 0 (0)         | 0 (0)         | 0 (0)         | 0 (0)         | 0 (0)         | 0 (0)         | 0 (0)         | 0 (0)         | 1 (0.4)          |
| 평균 강수일수 (≥ 0.5 mm)                                     | 6.0           | 7.5           | 10.5          | 10.4          | 11.1          | 15.1          | 13.7          | 12.9          | 13.2          | 9.0           | 7.3           | 6.4           | 123.2            |
| 평균 강설일수                                                | 4.0           | 3.0           | 1.3           | 0.0           | 0.0           | 0.0           | 0.0           | 0.0           | 0.0           | 0.0           | 0.0           | 2.0           | 10.3             |
| 평균 상대 습도 (%)                                           | 61            | 60            | 62            | 65            | 70            | 78            | 79            | 76            | 74            | 68            | 68            | 64            | 69               |
| 평균 월간 일조시간                                           | 190.7         | 177.2         | 192.2         | 197.3         | 195.7         | 133.8         | 173.7         | 204.0         | 162.0         | 179.6         | 168.8         | 184.6         | 2,159.7          |
| 출처: 일본 기상청 (평년값: 1991년~2020년, 극값: 1886년~현재) |               |               |               |               |               |               |               |               |               |               |               |               |                  |

## 인구
| 연도 | 인구    | ±%     |
| ---- | ------- | ------ |
| 1920 | 133,277 | —      |
| 1930 | 159,010 | +19.3% |
| 1940 | 163,182 | +2.6%  |
| 1950 | 190,452 | +16.7% |
| 1960 | 221,737 | +16.4% |
| 1970 | 265,571 | +19.8% |
| 1980 | 318,266 | +19.8% |
| 1990 | 335,287 | +5.3%  |
| 2000 | 348,979 | +4.1%  |
| 2010 | 343,416 | −1.6%  |

## 역사

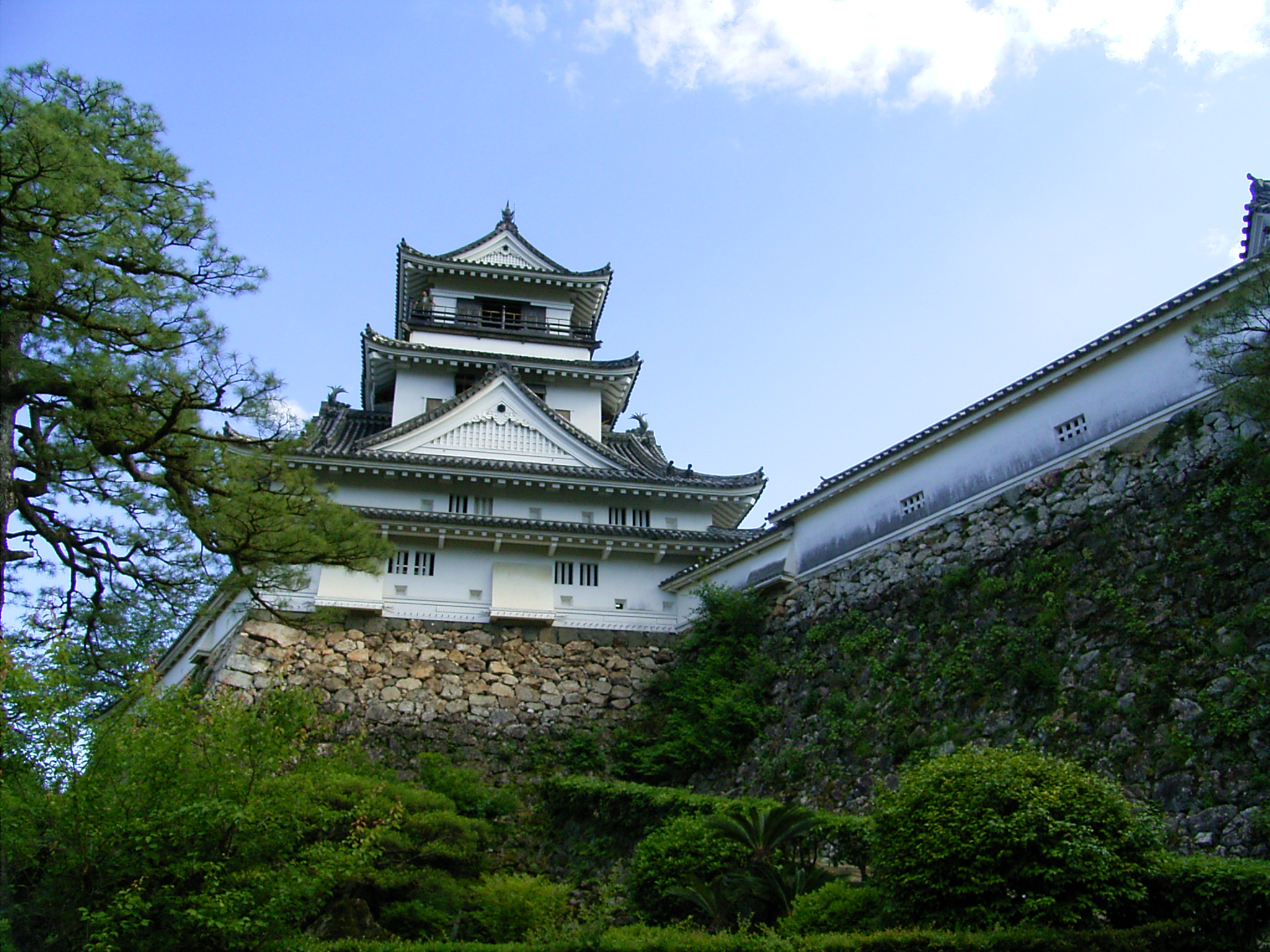
고치성

강가의 평야에 위치한 도시의 중심은 원래 도사국 고치성의 성시였고 1601년에 야마우치 가즈토요에 의해 성시로 지정되었다. 도사국과 뒤를 이은 고치현의 행정 중심지로 마을은 급격히 성장하였고 지역에서 가장 큰 도시가 되었다. 메이지 유신 때 고치는 존황양이 운동의 중심지로 유명해졌고 훗날 민주주의와 인권 운동의 배양지가 되었다.
고치시는 1889년 4월 1일에 성립하였고 1904년 5월 2일에 도사 전기 철도가 개업, 1924년 11월 15일에 도산선이 연결되었다. 이후 1998년에는 시코쿠에서 최초로 중핵시로 지정되었다. 2005년 1월 1일에 도사군 가가미촌, 도사야마촌을 편입하였고 2008년 1월 1일에 아가와군 하루노정을 편입하였다.

## 교육
- 고치 대학

## 교통

### 공항
- 고치 공항

### 철도
시내 곳곳에서 노면전차가 운영되고 있다.
- 시코쿠 여객철도
  - 도산선

- 도사덴 교통
  - 산바시선
  - 고멘선
  - 이노선

### 도로
- 고치 자동차도
- 국도 32호선
- 국도 33호선
- 국도 55호선
- 국도 56호선
- 국도 194호선
- 국도 195호선

## 자매 결연 도시
- 일본 홋카이도 기타미시(1986년 4월 28일)
- 미국 캘리포니아주 프레즈노(1965년 2월 11일)
- 중국 안후이성 우후시(1985년 4월 19일)
- 인도네시아 동자와주 수라바야(1997년 4월 17일)